# スティーブン・オルフォード
スティーブン・F・オルフォード（Stephen F. Olford, 1918年3月29日 - 2004年8月29日）は、アメリカ合衆国のキリスト教指導者。彼の親友であるビリー・グラハムは彼を評して「私の伝道に最も影響を与えた人物」と述べている。ニューヨークにおいてテレビ番組「エンカウンター」を通じてテレビ伝道を行っていた。また、日曜朝には全米でラジオ説教も行っていた。オルフォード・ミニストリーズ・インターナショナルの設立者でもある。日本ケズィック・コンベンションにも講師として複数回招かれている。

## 経歴
アフリカ南部のザンビアで生まれる。両親はプリマス・ブレザレンの宣教師であった。その後アンゴラで幼少期を過ごし、イギリスの大学へ留学した。その後バイク事故をきっかけとして教役者を志し、フロリダ州ジャクソンビルにあるルーサー・ライス神学校で神学博士号を取得。第二次世界大戦中は主に軍人向けの宣教を行い、ウェールズ南部のニューポートでヤング・ピープルズ・クリスチャンという若者向けの働きを始めた。さらに戦後もイギリスや海外において精力的に宣教活動を行う。
1953年、ロンドンのリッチモンドにあるバプテスト教会で牧師となる。その後1959年にニューヨークのカルバリー・バプテスト教会へ赴任し1973年まで牧師を務めた。その後自身の説教方法を体系化したオルフォードは、1976年に宣教団体オルフォード・ミニストリーズ・インターナショナルを設立。1980年には聖書講解セミナーを開始し、1988年にはテネシー州メンフィスに聖書講解センターが完成した。
妻のヘザー・ブラウンとは56年間連れ添い、ジョナサンとデビッドという2人の息子がいた。ホイートン大学、ホートン大学、リッチモンド大学から名誉神学博士号を授与されている。

## 著書
日本で翻訳されているもののみ。
- 増田誉雄 訳『聖なる大路の道しるべ』いのちのことば社、2000年。ISBN 978-4264018117。
- 増田誉雄 訳『キリストが私のうちに』いのちのことば社、1997年。ISBN 978-4264016335。